# Martin Knudsen (natuurkundige)
Martin Hans Christian Knudsen (Hasmark, 15 februari 1871 – Kopenhagen, 27 mei 1949) was een Deens natuurkundige die les gaf en onderzoek deed aan de Technische Universiteit Kopenhagen.
Hij is voornamelijk bekend om zijn onderzoek naar de stroming van moleculaire gassen en de ontwikkeling van de knudsencel, die een belangrijk onderdeel uitmaakt van systemen voor molecuulbundelepitaxie (molecular beam epitaxy). Ook heeft hij zijn naam gegeven aan een fysische transportverschijnsel, namelijk de knudsendiffusie.